# U-981
| U-981                      | U-981                                                          | U-981                                                          |
| -------------------------- | -------------------------------------------------------------- | -------------------------------------------------------------- |
|                            |                                                                |                                                                |
|                            |                                                                |                                                                |
|                            |                                                                |                                                                |
| Під прапором               | Третій рейх                                                    | Третій рейх                                                    |
| Спуск на воду              | 23 квітня 1943 року                                            | 23 квітня 1943 року                                            |
| Виведений зі складу флоту  | 12 серпня 1944 року                                            | 12 серпня 1944 року                                            |
| Сучасний статус            | затоплений                                                     | затоплений                                                     |
| Проєкт                     |                                                                |                                                                |
| Тип ПЧ                     | Торпедний ДПЧ                                                  | Торпедний ДПЧ                                                  |
| Основні характеристики     |                                                                |                                                                |
| Швидкість (надводна)       | 17,7 вузлів                                                    | 17,7 вузлів                                                    |
| Швидкість (підводна)       | 7,6 вузлів                                                     | 7,6 вузлів                                                     |
| Робоча глибина занурення   | 100 м                                                          | 100 м                                                          |
| Гранична глибина занурення | 220 м                                                          | 220 м                                                          |
| Екіпаж                     | 52 осіб                                                        | 52 осіб                                                        |
| Розміри                    |                                                                |                                                                |
| Довжина найбільша (по КВЛ) | 67,1 м                                                         | 67,1 м                                                         |
| Ширина корпусу найб.       | 6,2 м                                                          | 6,2 м                                                          |
| Висота                     | 9,6 м                                                          | 9,6 м                                                          |
| Середня осадка (по КВЛ)    | 4,70 м                                                         | 4,70 м                                                         |
| Водотоннажність надводна   | 769 т                                                          | 769 т                                                          |
| Озброєння                  |                                                                |                                                                |
| Артилерія                  | одна палубна гармата калібру 88-мм, одна 20-мм зенітна гармата | одна палубна гармата калібру 88-мм, одна 20-мм зенітна гармата |
| Торпедно- мінне озброєння  | 4 носових і один кормовий ТА. 14 торпед або 26 мін             | 4 носових і один кормовий ТА. 14 торпед або 26 мін             |

U-981 — німецький підводний човен типу VIIC, часів Другої світової війни.
Замовлення на будівництво човна було віддане 5 червня 1941 року. Човен був закладений на верфі суднобудівної компанії «Blohm + Voss» у місті Гамбург 24 серпня 1942 року під заводським номером 181, спущений на воду 23 квітня 1943 року, 3 червня 1943 року під командуванням оберлейтенанта Вальтер Зітека увійшов до складу 5-ї флотилії. Також за час служби входив до складу 6-ї флотилії.
Човен зробив 3 бойових походи, в яких не потопив і не пошкодив жодного судна.
Потоплений 12 серпня 1944 року у Біскайській затоці поблизу Ла-Рошель (46°09′ пн. ш. 01°35′ зх. д. / 46.150° пн. ш. 1.583° зх. д.) підірвавшись на міні британського мінного поля Cinnamon та глибинними бомбами британського бомбардувальника «Галіфакс». 12 членів екіпажу загинуло, 40 врятовано.

## Командири підводного човна
- Оберлейтенант-цур-зее резерву Вальтер Зітек (3 червня 1943 — 27 червня 1944)
- Оберлейтенант-цур-зее Гюнтер Келлер (28 червня — 12 серпня 1944)